# کایانه اولدرینه
کایانه اولدرینه (به انگلیسی: Kaiane Aldorino) (زاده ۲۲ مارس ۱۹۸۴) سیاست‌مدار، مدل ، رقصنده و ملکه زیبایی است، او شهردار جبل‌الطارق هم بوده است.
او در مسابقات دوشیزه دنیا ۲۰۰۹ شرکت کرد و برنده شد.

## نگارخانه

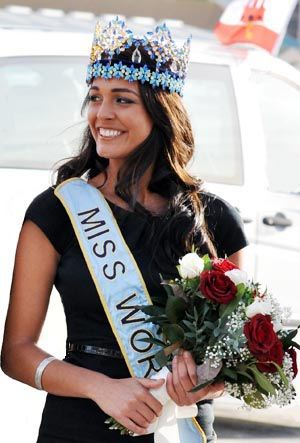